# Ratkovci
Ratkovci (madžarsko Rátkalak) so naselje v Občini Moravske Toplice. 
V Ratkovcih se je rodil pisatelj Peter Kolar.